# Conus legatus
Espèce
Statut de conservation UICN

 LC  : Préoccupation mineure
Conus legatus est une espèce de mollusques gastéropodes marins de la famille des Conidae.
Comme toutes les espèces du genre Conus, ces escargots sont prédateurs et venimeux. Ils sont capables de « piquer » les humains et doivent donc être manipulés avec précaution, voire pas du tout.

## Description
La taille de la coquille varie entre 22 mm et 63 mm. La coquille est petite et plutôt étroite, avec de fortes marques longitudinales chocolatées sur les réticulations.

## Distribution
Cette espèce marine est présente au large de la Thaïlande occidentale, Okinawa, Japon ; au large de la Polynésie française ; dans l'océan Indien au large du Mozambique, Seychelles, Maurice et Réunion ; au large de l'Australie (Queensland, Australie-Occidentale).

### Niveau de risque d’extinction de l’espèce
Selon l'analyse de l'UICN réalisée en 2011 pour la définition du niveau de risque d'extinction, cette espèce est présente dans tout l'océan Indien, dans le Pacifique occidental jusqu'à la Polynésie française, et sur la côte orientale de l'Afrique au sud de Natal ; y compris Madagascar. L'espèce est également présente au large de la côte nord-ouest de l'Australie, des spécimens ayant été collectés à Scott Reef, Hibernia Reef et Swain Reef Elle est plus rare que de nombreuses autres espèces à large répartition, mais n'est actuellement pas menacée. Elle a été évaluée comme étant de préoccupation mineure.

## Taxinomie

### Publication originale
L'espèce Conus legatus a été décrite pour la première fois en 1810 par le naturaliste français Jean-Baptiste Lamarck dans « Annales du Muséum d'Histoire Naturelle »,.

### Synonymes
- Conus (Cylinder) legatus Lamarck, 1810 · appellation alternative
- Conus musivum G. B. Sowerby I, 1833 · non accepté
- Cylinder legatus (Lamarck, 1810) · non accepté
- Cylindrus legatus (Lamarck, 1810) · non accepté